# Detector de fum

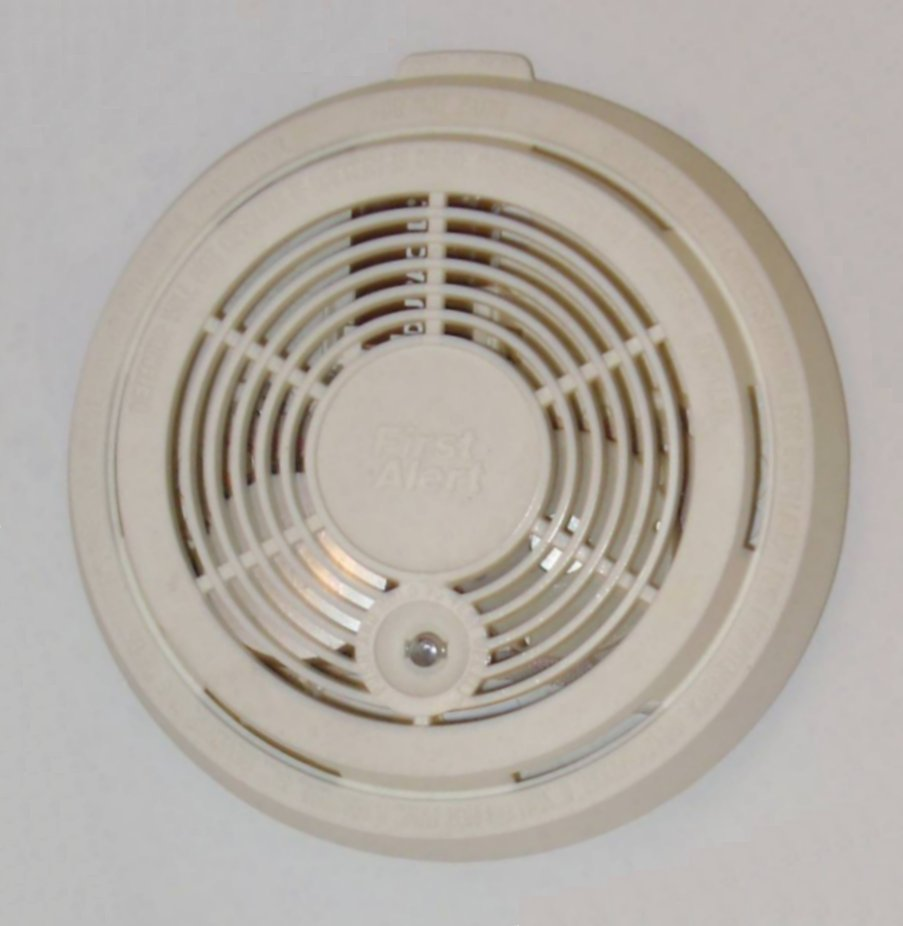
Un detector de fum

Un detector de fum este un aparat dotat cu senzori, ce are rolul de a genera un semnal de alarmă în cazul în care detectează urme de fum. Acest semnal fie este transmis - în cadrul unui sistem de detectare, semnalizare și avertizare incendiu unui panou de control (în instituții, centre comerciale sau rezidențiale ori clădiri industriale), fie este convertit într-un semnal audio sau luminos local.

## Caracteristici și clasificare
Există 2 tipuri principale de detectoare de fum: cu cameră de ionizare și optice, precum și aparate care combină cele două tipuri de detecție, sau unul dintre tipuri cu alte metode (nefelometrie).
În incinte se montează la nivelul planșeului.

## Legăturiexterne
Materiale media legate de Detector de fum la Wikimedia Commons